# Glen MacDonough
Glen MacDonough (* 12. November 1870 in Stamford, Connecticut, Vereinigte Staaten; † 30. März 1924 ebenda) war ein US-amerikanischer Autor, Liedtexter und Librettist, der vor allem durch seine Mitarbeit an Victor Herberts Operette Babes in Toyland bekannt wurde.

## Leben
Glen MacDonough war der Sohn des Theatermanagers Thomas B. MacDonough und der Schauspielerin und Autorin Laura Don, sodass seine berufliche Zukunft sich fast wie von selbst ergab. Er begann seine Karriere als Journalist in New York und schrieb auch Kurzgeschichten. Sein erstes eigenes Werk trägt den Titel The Prodigal Father, das 1892 in der Zeitung in der Rubrik „Besprechungen des Tages“ erwähnt wurde. Es handelt sich bei dem Stück um eine Komödie mit Liedern, eine zu dieser Zeit übliche musikalische Komposition. Sein zweites 1893 entstandenes Werk The Algerian entstand in Zusammenarbeit mit dem seinerzeit prominenten Komponisten und Musikkritiker Reginald De Koven. In der Folgezeit widmete MacDonough einen Großteil seiner Zeit dem Schreiben von Farcen und Komödien sowie dem Text für Drehbücher und Songtexte zu einer Reihe musikalischer Komödien, darunter Miss Dynamite (1894) und Delmonico’s (1895). Sein Name ist mit mehr als zwei Dutzend Stücken und Musikwerken verbunden, wovon die meisten im Laufe der Zeit in Vergessenheit geraten sind, aber eben nicht Babes in Toyland.
Für die Operette Chris and the Wonderful Lamp (1899) mit der Musik von John Philip Sousa, bekannt für seine Marschmusik, schrieb MacDonough den Text. Die Operette wird bis heute aufgeführt. Er war auch einer der diversen Autoren und Liedtexter der Melodien für Lyman Frank Baums erste Musical-Aufführung seines Buches Der Zauberer von Oz von 1902. Im Zeitraum 1896 bis 1909 arbeitete MacDonough zusammen mit Victor Herbert neben Babes in Toyland an vier weiteren Operetten, nämlich The Gold Bug, It Happened in Nordland, Wonderland und Algeria, 1908 umbenannt in The Rose of Algeria. Er passte auch das Libretto zur von Johann Strauss komponierten Operette Wiener Leben (1901) für den amerikanischen Markt an, ebenso wie bei Franz Lehars Operette Der Graf von Luxemburg. Für die am Broadway aufgeführte Musical-Komödie The Midnight Sons schrieb MacDonough 1909 das Buch.
Häufig arbeitete MacDonough mit der Lyrikerin Anne Caldwell zusammen, mit der er viele Songs und musikalische Skizzen schrieb, so beispielsweise Mon Of Love, By The Sea, Canjoharie, Raggedy Ann und Bring’ Em Back. Die am Broadway gastierende Revue Tintypes stellte dort im Jahr 1980 einige diese Songs vor.
Der Texter und Komponist, der kontinuierlich Musiktexte bis zu seinem Tod schrieb, war einer der neun Gründer der ASCAP (American Society of Composers, Authors and Publishers). Sein letztes Werk veröffentlichte MacDonough im Jahr 1923, ein Theaterstück mit dem Titel Within Four Walls.

### Privates
1896 heiratete MacDonough Margaret Jefferson in Buzzards Bay in Massachusetts. Glen MacDonough starb 1924 an den Folgen eines Schlaganfalls. Sein Grab befindet sich auf dem Valleau Friedhof in Ridgewood im Bergen County in New Jersey.

## Filmografie (Auswahl)
Soundtrack, Texter:
- 1934: Laurel und Hardy: Rache ist süß – (Originaltitel Babes in Toyland;
Texte zu Toyland, Never Mind, Bo Peep, Castle in Spain, Go To Sleep)
- 1939: Dreivierteltakt am Broadway (OT The Great Victor Herbert;
Texte zu Absinthe Frappé, Rose of the World, March of the Toys)
- 1950: Musical Comedy Time (Fernsehserie; Episode Babes in Toyland, operetta)
- 1955: Babes in Toyland (Fernsehfilm;
Texte zu Hail to Christmas, Toyland, I Can’t Do the Sum,
 Castle in Spain, Don’t Cry, Bo-Peep, Barney O’Flynn, Go to Sleep, Slumber Deep)
- 1960: Shirley Temple’s Storybook (Episode Babes in Toyland;
Texte zu Toyland, Floretta, Go To Sleep, I Can’t Do the Sum)
- 1961: Disney-Land (Episode Back Stage Party; Text zu Babs in Toyland)
- 1974: The Perry Como Christmas Show (Fernseh-Special; Text zu Toyland)
- 1979: Disney Dimanche (Fernsehserie; Text zu Toyland)
- 1986: Abenteuer im Spielzeugland (OT Babes in Toyland; Fernsehfilm; Buch)
- 1989: The Epic of Detective Mandy: Book One – Satan Claus (Kurzfilm; Text zu Toyland)
- 2011: Barney: A Very Merry Christmas: The movie (Video; Text zu March of the Toys)
- 2016: I Am Not a Serial Killer (Text zu Toyland)
- 2017, 2018: Happy! (Fernsehserie, Folgen When Christmas Was Christmas und I Am the Future, Text zu Toyland)